# Joppa antennata
Joppa antennata is een sluipwesp uit de familie der Ichneumonidae (gewone sluipwespen). De wetenschappelijke naam van de soort werd voor het eerst geldig gepubliceerd door  Johan Christian Fabricius in 1804.

## Kenmerken
Deze insecten hebben een geelzwart lichaam. De achterzijde is zwart. De kop bevat antennen met verdikte leden. Op de voorvleugels bevindt zich een zwart pterostigma.